# Molekylmekanik
Molekylmekanik innebär en beskrivning intra- och intermolekylär växelverkan med hjälp av en energifunktion, som spänner upp en potentialenergiyta som funktion av systemets molekylära frihetsgrader som bindningslängder, bindningsvinklar och atomära/molekylära avstånd. Energifunktionen kallas även "kraftfält", eftersom funktionen är en potential vars gradient ger ett kraftfält. Även om parametrar i energifunktionen kan ha bestämts med hjälp av kvantkemi innebär molekylmekanik en tillämpning av klassisk mekanik. Tidigare användes molekylmekanik (MM) som namn för ren minimering av energifunktionen, vilket innebar att temperaturen är 0 K, för att skilja metoden från bl.a. molekyldynamik (MD), som är en simulering vid en temperatur skiljd från noll, vanligen rumstemperatur. Numera används begreppet molekylmekanik i alla sammanhang som utnyttjar en molekylär energifunktion, inklusive molekyldynamik.